# 南嶺蕘花
南嶺蕘花（学名：Wikstroemia indica）为瑞香科蕘花屬下的一个种，別名了哥王、山雁皮、地棉根。
种名indica意为印度的。

## 外部連結
- 了哥王 Liao Ge Wang （页面存档备份，存于） 中藥標本數據庫 (香港浸會大學中醫藥學院) （繁體中文）（英文）